# Giuseppe Sarti

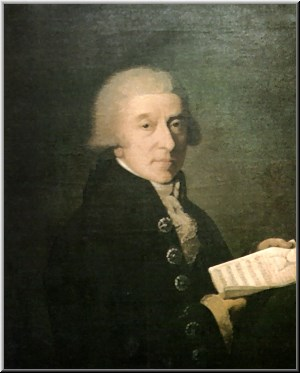
Giuseppe Sarti

Giuseppe Sarti (getauft am 1. Dezember 1729 in Faenza; † 28. Juli 1802 in Berlin) war ein italienischer Komponist, Kapellmeister und Musikpädagoge.

## Leben
Giuseppe Sarti erhielt seine erste Ausbildung in seiner Heimatstadt, bei Paolo Tommaso Alberghi, danach in Bologna bei Padre Martini und war von 1748 bis 1750 Organist am Dom in Faenza, ehe er sich ab 1752 mit Pompeo in Armenia als Opernkomponist bekannt machte und einige Zeit das Stadttheater leitete. 1753 war er als Kapellmeister in die Operntruppe von Pietro Mingotti eingetreten und kam nach Kopenhagen, wo er von 1756 bis 1765 Musiklehrer des dänischen Kronprinzen sowie Hofkapellmeister war.
Sarti, der 1766 für etwa ein Jahr maestro di coro des Ospedale della Pietà in Venedig war, komponierte in dieser Zeit sein Intermezzo La giardiniera brillante, welches 1768 in Rom aufgeführt wurde.
Von 1770 bis 1772 leitete er das Hoftheater in Kopenhagen, für welches er mehrere Syngespile in dänischer Sprache komponierte. Er verlor diese Stelle 1775 aufgrund politischer Intrigen im Zusammenhang mit Bestechungen.
Im Jahr 1779 war Sarti Kapellmeister am Mailänder Dom, ein Amt, das er in einem Wettbewerb gegen Giovanni Paisiello erlangt hatte. Er folgte 1784 einem Ruf der Zarin Katharina II. als Hofkapellmeister nach St. Petersburg. Auf dem Weg dorthin wurde er in Wien von Kaiser Joseph II. empfangen und lernte Wolfgang Amadeus Mozart, – dessen Streichquartette er „barbarisch“ fand –, sowie Antonio Salieri und Christoph Willibald Gluck kennen. In St. Petersburg wurde er mit dem Aufbau eines Konservatoriums nach italienischem Muster beauftragt und schrieb orthodoxe Kirchenmusik, aber nach dem Tod Katharinas 1796 und der Ermordung ihres Sohnes und Nachfolgers Zar Paul I. kamen diese Pläne ins Stocken. Danach trat er in die Dienste des Fürsten Grigori Alexandrowitsch Potjomkin, mit dem er an dessen militärischen Feldzügen gegen das Osmanische Reich mitreiste. Nachdem Potjomkin 1791 gestorben war, wurde Sarti erneut zum Hofkomponisten ernannt und 1793/1802 Leiter des Konservatorium Petersburg. Er wollte jedoch seiner schlechten Gesundheit wegen nach Italien zurückkehren und starb auf der Rückreise in Berlin.
Sarti war auch Lehrer; zu seinen Schülern in Mailand gehörte Luigi Cherubini. Des Weiteren erfand er einen akustischen Apparat zur Zählung von Schwingungen, den Petersburger Kammerton, der ihm die Ehrenmitgliedschaft in der Akademie der Wissenschaften zu St. Petersburg einbrachte.

## Rezeption
Eine Melodie aus Sartis komischer Oper Fra due litiganti il terzo gode zitiert Wolfgang Amadeus Mozart als Bläsermusik in der Tafelszene im Finale des zweiten Akts des Don Giovanni, zusammen mit einer ebenfalls populär gewordenen Melodie aus seinem eigenen Le nozze di Figaro und einer dritten damals bekannten Opernmelodie von Vicente Martín y Soler.
Von seinen Opern sind erwähnenswert: Le gelosie villane, Giulio Sabino (1781) und Le nozze di Dorina. Einen außerordentlichen Erfolg erzielte Giulio Sabino bei einer Aufführung 1785 in Wien, an der auch der berühmte Kastrat Luigi Marchesi als Sabino und Catarina Cavalieri als Epponina beteiligt waren. Antonio Salieri zitierte in seiner Opernsatire Prima la musica e poi le parole einige Nummern aus der beliebten Oper. Der Pianist und Komponist Joseph Sardi veröffentlichte beim Wiener Verlag Artaria um diese Zeit außerdem seine programmatische Sonate op. 1 (im Untertitel als Sonata caratteristica bezeichnet) Giulio Sabino ed Epponina für Violine und Klavier in E-Dur, die ebenfalls einige Nummern der Oper zitiert.

## Werke

### Bühnenwerke
- Pompeo in Armenia, dramma per musica, 3 Akte, B. Vitturi, Karneval 1752, Faenza
- Il re pastore, dramma per musica, 3 Akte, Metastasio, Karneval 1753, Pesaro
- Vologeso, dramma per musica, 3 Akte, Apostolo Zenos Lucio Vero, Karneval 1754, Kopenhagen, Det Kongelige Teater
- Antigono, dramma per musica, 3 Akte, Metastasio, 1754, Kopenhagen, Det Kongelige Teater
- Ciro riconosciuto, dramma per musica, 3 Akte, Metastasio, 1754, Kopenhagen, Det Kongelige Teater
- Demofoonte, dramma per musica, 3 Akte, Metastasio, Karneval 1755, Kopenhagen, Det Kongelige Teater
- Sesostri, dramma per musica, 3 Akte, Pietro Pariati, 1755, Kopenhagen, Det Kongelige Teater
- Il sogno di Scipione, Metastasio, 1755, Kopenhagen
- Arianna e Teseo, dramma per musica, Pietro Pariati, Karneval 1756, Kopenhagen, Det Kongelige Teater
- Anagilda, dramma per musica, G. Gigli, 1758, Kopenhagen, Det Kongelige Teater
- Achille in Sciro, dramma per musica, 3 Akte, Metastasio, 1759, Kopenhagen, Det Kongelige Teater
- Armida abbandonata, dramma per musica, L. de Villati, 1759, Kopenhagen, Det Kongelige Teater
- Artaserse, dramma per musica, 3 Akte, Metastasio, Karneval 1760, Kopenhagen, Det Kongelige Teater
- Astrea placata, festa teatrale, 1 Akt, Metastasio, 17. Oktober 1760, Kopenhagen, Det Kongelige Teater
- Andromaca, dramma per musica, 3 Akte, Apostolo Zeno, 1760, Kopenhagen, Det Kongelige Teater
- Filindo, pastorale eroica, 3 Akte, P. d'Averara, 1760, Kopenhagen, Det Kongelige Teater
- Issipile, dramma per musica, 3 Akte, Metastasio, Frühjahr 1761, Kopenhagen, Det Kongelige Teater
- Nitteti, dramma per musica, 3 Akte, Metastasio, 12. Oktober 1761, Kopenhagen, Det Kongelige Teater
- Alessandro nell’Indie, dramma per musica, 3 Akte, Metastasio, Herbst 1761, Kopenhagen, Det Kongelige Teater
- La figlia recuperata, dramma pastorale, P. A. Timido, Februar 1762, Kopenhagen, Det Kongelige Teater
- Semiramide, dramma per musica, 3 Akte, Metastasio, Herbst 1762, Kopenhagen, Det Kongelige Teater
- Didone abbandonata, dramma per musica, 3 Akte, Metastasio, 1762, Kopenhagen, Det Kongelige Teater
- Narciso, dramma pastorale, 3 Akte, Apostolo Zeno, Karneval 1763, Kopenhagen, Det Kongelige Teater
- Cesare in Egitto, dramma per musica, 3 Akte, G. F. Bussani, Herbst 1763, Kopenhagen, Det Kongelige Teater
- Il naufragio di Cipro, dramma pastorale, 3 Akte, P. A. Ziani,  Januar oder Frühjahr 1764, Kopenhagen, Det Kongelige Teater
- Il gran Tamerlano, tragedia per musica, 3 Akte, A. Piovene, Anfang 1764, Kopenhagen, Det Kongelige Teater
- Ipermestra, dramma per musica, 3 Akte, Metastasio, Karneval 1766, Rom, Teatro Argentina
- La giardiniera brillante, Intermezzo, 2 Akte, 1768, Rom, Teatro Valle
- L’asile de l’amour, dramatic cantata, Deschamps, nach Metastasio, 22. Juli 1769, Kopenhagen, Christiansborg
- La double méprise, ou Carlile et Fany, comédie mêlée d’ariettes, 1 Akt, Deschamps, 22. Juli 1769, Kopenhagen, Christiansborg
- Soliman den Anden, Syngespil, 3 Akte, C. D. Biehl, nach Charles-Simon Favart, 8. Oktober 1770, Kopenhagen, Det Kongelige Teater
- Le bal, Opéra comique, Deschamps, 1770, Kopenhagen, Christiansborg
- Demofoonte (revidierte Fassung), dramma per musica, 3 Akte, Metastasio, 30. Januar 1771, Kopenhagen, Det Kongelige Teater
- Tronfølgen i Sidon, lyrisk tragi-comedia (Syngespil), 2 Akte, N. K. Bredal, nach Metastasios Il re pastore, 4. April 1771, Kopenhagen, Det Kongelige Teater
- La clemenza di Tito, dramma per musica, 3 Akte, Metastasio, Juni 1771, Padua, Obizzi
- Il re pastore, dramma per musica, 3 Akte, Metastasio, 1771, Kopenhagen, Det Kongelige Teater
- Il tempio dell’eternità, festa teatrale, 1 Akt, Metastasio, 1771, Kopenhagen, Det Kongelige Teater
- Deucalion og Pyrrha, Syngespil, 1 Akt, C. A. Thielo und N. K. Bredal, nach Pouillain de Saint Foix, 19. März 1772, Kopenhagen, Det Kongelige Teater
- Aglae, eller Støtten, Syngespil, 1 Akt, C. Fasting und A. G. Carstens, nach Poinsinet de Sivry, 16. Februar 1774, Kopenhagen, Christiansborg
- Kierlighedsbrevene, Syngespil, 3 Akte, Biehl, nach Boissy, 22. März 1775, Kopenhagen, Christiansborg
- Farnace, dramma per musica, 3 Akte, A. M. Lucchini, 1776, Venedig, Teatro San Samuele
- Le gelosie villane, dramma giocoso, 3 Akte, T. Grandi, 1776, Venedig, Teatro San Samuele
- Iphigenia, dramma per musica, 3 Akte, Karneval 1777, Rom, Teatro Argentina
- Medonte, re di Epiro, dramma per musica, Giovanni de Gamerra, 8. September 1777, Florenz, Teatro della Pergola
- Il militare bizzarro, dramma giocoso, 2 Akte, T. Grandi, 27. Dezember 1777, Venedig, Teatro San Samuele
- Scipione, dramma per musica, E. Giunti, Herbst 1778, Mestre, Casa Balbi
- I contrattempi, dramma giocoso, Nunziato Porta, November 1778, Venedig, Teatro San Samuele
- Adriano in Siria, dramma per musica, 3 Akte, Metastasio, 26. Dezember 1778, Rom, Teatro Argentina
- Olimpiade, dramma per musica, 3 Akte, Metastasio, 1778, Florenz
- L’ambizione delusa, intermezzo, 2 Akte, Februar 1779, Rom, Capranica
- Achille in Sciro, dramma per musica, 3 Akte, Metastasio, Herbst 1779, Florenz, Teatro della Pergola
- Mitridate a Sinope, dramma per musica, 3 Akte, Herbst 1779, Florenz, Palla a Corda
- Siroe, dramma per musica, 3 Akte, Metastasio, 26. Dezember 1779, Turin, Teatro Regio
- Giulio Sabino, dramma per musica, 3 Akte, P. Giovanninis Epponima, 1781, Venedig, Teatro San Benedetto
- Demofoonte (dritte Fassung), dramma per musica, 3 Akte, Metastasio, Karneval 1782, Rom, Argentina
- Alessandro e Timoteo, dramma per musica, 3 Akte, G. della Torre di Rezzonico, 6. April 1782, Parma, Hof
- Didone abbandonata (revidierte Fassung), dramma per musica, 3 Akte, Metastasio, Juni 1782, Padua, Obizzi
- Fra i due litiganti il terzo gode, dramma giocoso, 2 Akte, Carlo Goldonis Le nozze, 14. September 1782, Mailand, Teatro alla Scala
- Attalo, re di Bitinia, dramma per musica, 3 Akte, 26. Dezember 1782, Venedig, San Benedetto
- Idalide, dramma per musica, 3 Akte, F. Moretti, 8. Januar 1783, Mailand, Scala
- Erifile, dramma per musica, 2 Akte, Giovanni de Gamerra, Karneval 1783, Pavia
- Il trionfo della pace, dramma per musica, 2 Akte, C. Olivieri, 10. Mai 1783, Mantua, Ducale
- Olimpiade (revidierte Fassung), dramma per musica, 3 Akte, Metastasio, 1783, Rom, Dame
- Gli amanti consolati, dramma giocoso, 2 Akte, 1784, St. Petersburg
- I finti eredi, opera comica, 2 Akte, Giovanni Bertatis Il vilano geloso, 19./30. Oktober 1785, St. Petersburg, Kammenïy
- Armida e Rinaldo, dramma per musica, 2 Akte, Marco Coltellini, 15./26. Januar 1786, St. Petersburg, Eremitage
- Castor e Polluce, dramma per musica, 2 Akte, F. Moretti, nach P.-J. Bernard, 22. September/3. Oktober 1786, St. Petersburg, Eremitage
- Zenoclea, Azione teatrale, 2 Akte, F. Moretti, 1786, ungespielt,
- Alessandro nell’Indie (zweite Fassung), dramma per musica, Metastasio, Winter 1787, Palermo, San Cecilia
- Cleomene, dramma per musica, 3 Akte, Giovanni de Gamerra, 27. Dezember 1788, Bologna, Zagnoni
- Načal'noe upravlenie Olega (in Zusammenarbeit mit Carlo Canobbio und Vasily Pashkevich), 5 Akte, Katharina die Große, 15./26. Oktober 1790, St. Petersburg, Eremitage
- Andromeda, dramma per musica, F. Moretti, 24. Oktober/4. November 1798, St. Petersburg, Eremitage
- Enea nel Lazio, dramma per musica, 2 Akte, F. Moretti, 15./26. Oktober 1799, St. Petersburg, Kammenïy
- La famille indienne en Angleterre, 3 Akte, Marchese di Castelnau, nach August von Kotzebue, 1799, St. Petersburg, Kammenïy
- Les amours de Flore et de Zéphire, ballet anacréontique, 2 Akte, P. Chevalier, 8./20. September 1800, Gatchina
- Gram og Signe, (N. K. Bredal), Syngespil 3 Akte, Pasticcio mit Musik von Sarti u. a.

### Werk-Editionen
- Giulio Sabino, ristampa anastatica del facsimile dell’edizione di Vienna, Bologna, Forni [1969], (Bibliotheca musica Bononiensis, sezione IV, n. 128).
- VI sonate a flauto traversiero solo e basso continuo. Paris, s.d. / III sonate per il cembalo con violino o flauto traverso concertante. Amsterdam s.d., Florenz, SPES 1989 (Archivum Musicum: Flauto Traversiere, 17).
- Ciro riconosciuto, Faksimile, Hrsg. Piero Mioli, Firenze, SPES 2002.
- Due sonate inedite per clavicembalo (o pianoforte), Hrsg. R. Satta, Varenna (LC), Eurarte 2002 (Rarità musicali).
- Sonata Caratteristica “Giulio Sabino ed Epponina”, op. 1, Hrsg. R. Satta, Varenna, Eurarte 2002 (Rarità musicali).
- Quattro sonate inedite per clavicembalo (organo o pianoforte), Hrsg. R. Satta (mit Faksimile), Capua (CE), Esarmonia 2008.
- Sonata per clavicembalo (organo o pianoforte) in sol maggiore, Hrsg. Roberto Satta (mit Faksimile), Capua (CE), Esarmonia 2008.
- Sonata in mi bemolle maggiore per clavicembalo (organo o pianoforte), Hrsg. Roberto Satta (mit Faksimile), Capua (CE), Esarmonia 2009.
- Due sonate per clavicembalo (organo o pianoforte), Hrsg. Roberto Satta (mit Faksimile), Capua (CE), Esarmonia 2009.
- Aria „Questo core io ti donai“ dall’opera buffa Gli amanti consolati per soprano e pianoforte, Hrsg. Roberto Satta, Capua (CE), Esarmonia [in preparazione].